# Rainer Widmayer
Rainer Widmayer (ur. 2 kwietnia 1967 w Sindelfingen) – niemiecki piłkarz występujący na pozycji obrońcy. Trener piłkarski.

## Kariera piłkarska
Widmayer jako junior grał w zespołach SpVgg Renningen oraz SpVgg 07 Ludwigsburg, a jako senior w 1. FC Pforzheim, TSF Ditzingen, VfR Pforzheim, SpVgg 07 Ludwigsburg oraz SSV Ulm 1846. Wraz z Ulm w 1998 roku awansował do 2. Bundesligi. W lidze tej zadebiutował 2 sierpnia 1998 roku w wygranym 2:0 pojedynku z SG Wattenscheid 09. W sezonie 1998/1999 rozegrał tam 19 spotkań, a także wywalczył z zespołem awans do Bundesligi. Nie zdołał jednak w niej wystąpić, gdyż po tamtym sezonie, zakończył karierę.

## Kariera trenerska
Widmayer karierę rozpoczął jako asystent trenera w VfB Stuttgart II. W 2001 roku był jego tymczasowym trenerem. Następnie pełnił funkcję asystenta w zespołach Grasshopper Club, FC St. Gallen, VfB Stuttgart oraz Hertha BSC. Od 19 grudnia do 31 grudnia 2011 roku był tymczasowym szkoleniowcem Herthy. Poprowadził ją jedynie w wygranym 3:1 meczu ćwierćfinału Pucharu Niemiec z 1. FC Kaiserslautern.
W 2012 roku Widmayer został asystentem trenera TSG 1899 Hoffenheim.